# Белащенско македонско благоторително братство
Белащенското македонско благотворително културно-просветно братство „Крушево – Демир Хисарско“ е организация на бежанците от областта Македония, установили се в пловдивското село Белащица.

## История
Братството е основано на 20 август 1926 година в селото. В настоятелството му влизат Ник. Николов (председател), К. Визиринов (подпредседател), Г. Ангелов (секретар касиер) и съветници Л. Санджаков и Спиро Мелинков.